# Florian Illies

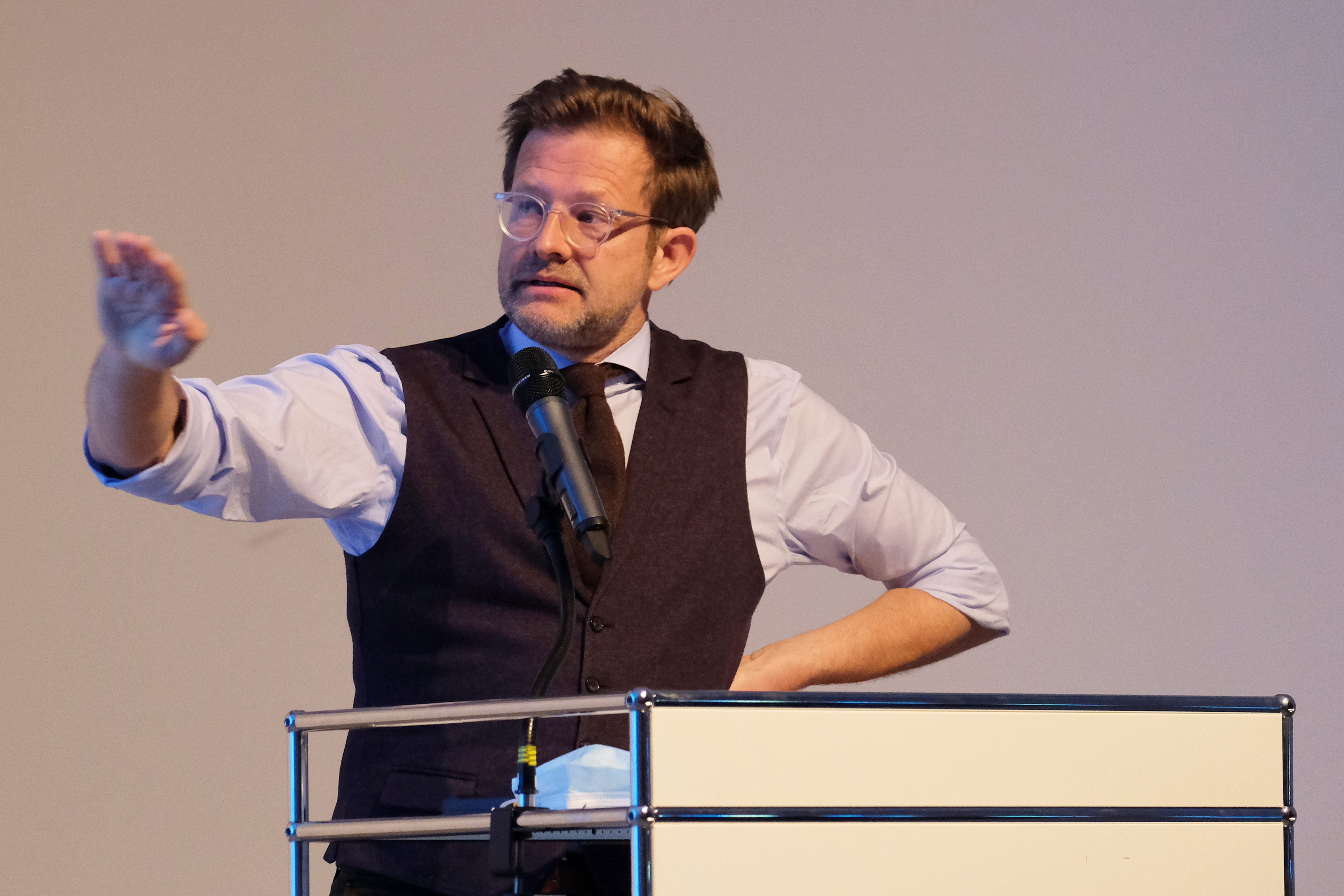
Florian Illies bei einem Vortrag in der Pinakothek der Moderne (2022)

Florian Illies (* 4. Mai 1971 in Schlitz) ist ein deutscher Autor, Journalist, Kunsthistoriker und Kurator.

## Leben und Wirken
Illies wurde als jüngstes von vier Kindern des Biologen und Limnologen Joachim Illies (1925–1982) und dessen Frau Helga, geb. Niepoth (1931–2020), in der oberhessischen Kleinstadt Schlitz im Vogelsbergkreis geboren. Nach der Grundschule in Schlitz, wo Gudrun Pausewang seine Lehrerin war, besuchte er die Winfriedschule in Fulda und sammelte von 1986 an – während seiner Schulzeit – erste journalistische Erfahrungen beim Schlitzer Boten, seinem Heimatblatt, für das er fast täglich als Reporter schrieb. Später volontierte er von 1990 bis 1992 bei der Fuldaer Zeitung. Anschließend studierte Illies Kunstgeschichte und Neuere Geschichte in Bonn und Oxford. An der Universität Bonn schloss er 1998 sein Studium mit dem Grad eines Magister Artium (M.A.) bei Andreas Tönnesmann mit der Arbeit Gustav Friedrich Waagen in England. Eine Studie über den Import kunsthistorischer Systeme zur Zeit des Viktorianismus ab.
Gefördert durch Eduard Beaucamp und Frank Schirrmacher begann er im Jahre 1991, Kunstkritiken für die Frankfurter Allgemeine Zeitung (FAZ) zu schreiben; während seines Studiums schrieb er Kulturreportagen aus England und Kunstkritiken aus Deutschland. 1997 wurde er Feuilletonredakteur der FAZ in Frankfurt. Ab 1999 war er verantwortlich für die „Berliner Seiten“ dieser Zeitung. Diese Berliner Beilage der FAZ entwickelte innerhalb kurzer Zeit deutschlandweit den Ruf eines neuartigen „Experimentierfelds des Feuilletons“ (SPIEGEL), bis sie 2002 aus Kostengründen eingestellt werden musste. Illies ging anschließend als Feuilletonchef zur Frankfurter Allgemeinen Sonntagszeitung.
Nach seinem Ausscheiden bei der FAZ im Jahre 2003 gründete Illies 2004 mit seiner damaligen Frau Amélie von Heydebreck, einer Tochter des Deutsche-Bank-Vorstandes Tessen von Heydebreck, die Kunstzeitschrift Monopol, die sich rasch als zentrales Organ für die deutsche Gegenwartskunst etablierte. Bis Ende 2006 war Illies sowohl deren Herausgeber als auch deren Chefredakteur, bevor Monopol in die Hände des Ringier-Verlages übergeben wurde.
2008 wechselte Illies zur Wochenzeitung Die Zeit und war zunächst für das Zeit-Magazin tätig. Ab 2009 leitete er dort, zusammen mit Jens Jessen, das Ressort Feuilleton und Literatur. Seit 2017 gehört Illies zum fünfköpfigen Herausgebergremium der „Zeit“.
Von 2016 bis 2018 war Illies Mitglied der Hauptjury beim Stern-Preis, dem wichtigsten deutschen Journalistenpreis. Seit 2022 ist er Mitglied der Jury vom Deutschen Reporter:innenpreis. 2023 wurde er von der Kulturministerin Ina Brandes in die Jury für den Kunstpreis NRW berufen.
Im Sommer 2011 wurde Illies zu einem der vier Gesellschafter des Berliner Auktionshauses Villa Grisebach. Er etablierte dort die Abteilung „Kunst des 19. Jahrhunderts“. Außerdem gründete er dort das „Journal“, das jedes Jahr Autoren wie Hans Magnus Enzensberger, Botho Strauß, Martin Walser, Helene Hegemann und Eva Menasse über Kunstwerke schreiben ließ. Zum Jahresende 2018 verließ er die Villa Grisebach.
Zum 1. Januar 2019 trat er beim Rowohlt Verlag als verlegerischer Geschäftsführer die Nachfolge von Barbara Laugwitz an. Ende Januar 2020 wurde sein Rücktritt auf eigenen Wunsch angekündigt. Seine Nachfolgerin ab Juli 2020 wurde Nicola Bartels.
Seit 2020 ist Illies als Vertreter des Landes Berlin Mitglied im Kuratorium der Kulturstiftung der Länder.
Seit dem Sommer 2021 ist er gemeinsam mit Giovanni di Lorenzo der Gastgeber des Kunstpodcastes Augen zu von Zeit und Zeit Online, der auf Anhieb der erfolgreichste deutsche Kunstpodcast wurde und sich jeden Monat dem Leben und Werk eines Künstlers oder einer Künstlerin widmet.
Seit 2022 ist Illies als Kurator tätig, vor allem in seinem Kerngebiet, der Kunst des 19. Jahrhunderts. Im Frühjahr 2022 kuratierte er für die Villa Massimo in Rom eine Ausstellung zu „Olevano - Vermessung eines Mythos“ und im Herbst 2022 die Ausstellung „Der letzte Romantiker. Albert Venus“ im Kupferstich-Kabinett Dresden. Im Februar 2023 eröffnete die Ausstellung „Mehr Licht – Die Befreiung der Natur“ im Kunstpalast Düsseldorf, die er ebenfalls konzipiert und zusammengestellt hat. Die „exzellent kuratierte Ausstellung“ (FAZ) legt erstmals in Deutschland den Schwerpunkt auf das Medium der Ölstudie. In November 2024 eröffnete die von Illies kuratierte Ausstellung „Momente der Klarheit – Janus la Cour und das neue Bild der Natur“ im Museum Kunst der Westküste auf Föhr, die anschließend in der Nivagaard Materialsamling gezeigt wird.
Bekannt als Buchautor wurde Illies zunächst durch seinen Bestseller Generation Golf (2000), in dem er ein kritisches Bild seiner eigenen, um 1970 geborenen Generation entwarf. In den beiden folgenden Bänden Anleitung zum Unschuldigsein (2001) und Generation Golf zwei (2003) beschäftigte sich Illies mit weiteren Phänomenen seiner Generation. 2006 erschien Ortsgespräch, ein Rückblick auf eine Kindheit in der deutschen Provinz. Eine Auswahl von Illies’ gesammelten Kunstkritiken und Essays über Künstler wie Caspar David Friedrich und Andy Warhol erschien 2017 unter dem Titel Gerade war der Himmel noch blau.
2012 gelang Illies sein bislang größter Bestseller: 1913: Der Sommer des Jahrhunderts. Es ist das erste Sachbuch, das eine Jahreszahl zum Titel hat und versucht die Gleichzeitigkeit des Jahres vor dem Ausbruch des Ersten Weltkrieges erzählerisch in zwölf Monatskapitel miteinander zu verschränken. Es war im Jahre 2012 das meistverkaufte Sachbuch Deutschlands, stand mehr als siebzig Wochen auf der Bestsellerliste und wurde bislang in 30 Sprachen übersetzt, zuletzt 2024 ins Chinesische. Alexander Kluge nannte das Buch "ein Jahrhundertbuch". Im Jahr 2018 erschien die Fortsetzung 1913. Was ich unbedingt noch erzählen wollte, in der weitere Geschichten aus dem Jahr 1913 collagenartig miteinander vernetzt werden.
2021 erschien Liebe in Zeiten des Hasses, in dem sich Florian Illies mit den Jahren von 1929 bis 1939 befasst. Das Buch erzählt anhand der Liebesgeschichten berühmter Personen wie Marlene Dietrich, Picasso oder Bertolt Brecht den epochenprägenden Einschnitt des Jahres 1933 in den Gefühlshaushalt der kulturellen Elite. Die Washington Post schrieb zur amerikanischen Ausgabe: „Das ist fesselnde Kulturgeschichte voll neuer Einblicke“.
Das bislang aktuellste Buch von Illies, Zauber der Stille, erschien 2023. Es ist das dritte große Epochenportrait von Illies und widmet sich dem Maler Caspar David Friedrich und dem Schicksal seiner Bilder. Das Buch wurde in 19 Sprachen übersetzt; es verkaufte sich binnen eines Jahres (2023–2024) 300.000 Mal. Der RBB sprach von einem „beglückend schönen Buch“ und Elke Heidenreich in der Süddeutschen Zeitung von einem „Wunderbuch“.
Im Herbst 2024 gab Illies einen kleinen Bildband zu Caspar David Friedrich heraus, der unter dem Titel Abendlicht die schönsten abendlichen Himmelsdarstellungen des Dresdner Malers bündelt.

## Auszeichnungen
- 1999 – Axel-Springer-Preis und Ernst-Robert-Curtius-Förderpreis
- 2003 – Hessischer Kulturpreis
- 2014 – Ludwig-Börne-Preis[30]
- 2016 – Max J. Friedländer-Preis, verliehen vom Kupferstichkabinett Berlin[31]
- 2023 – Ehrenpreis des Bayerischen Ministerpräsidenten beim Bayerischen Buchpreis 2023[32]

## Werke
als Autor
- Gustav Friedrich Waagen in England. Eine Studie über den Import kunsthistorischer Systeme zur Zeit des Viktorianismus. (Bonn, Univ., Mag.-Arb., 1998).
- Generation Golf. Eine Inspektion. 13. Aufl. S. Fischer, Frankfurt am Main 2011, ISBN 978-3-596-15065-6 (Erstauflage 2000).[Anm 1]
- Anleitung zum Unschuldigsein. Das Übungsbuch für ein schlechtes Gewissen. Argon, Berlin 2001, ISBN 3-596-50843-6.[Anm 1]
- Generation Golf zwei. Blessing, München 2003, ISBN 3-89667-246-0.[Anm 1]
- Ortsgespräch. Blessing, München 2006, ISBN 3-89667-262-2.[Anm 1]
- 1913: Der Sommer des Jahrhunderts. S. Fischer, Frankfurt am Main 2012, ISBN 978-3-10-036801-0.[Anm 1][33] (Platz 1 der Spiegel-Bestsellerliste in den Jahren 2012 und 2013)
- Gerade war der Himmel noch blau: Texte zur Kunst, S. Fischer, Frankfurt am Main 2017, ISBN 978-3-10-397251-1.
- 1913. Was ich unbedingt noch erzählen wollte. S. Fischer, Frankfurt am Main 2018, ISBN 978-3-10-397360-0.
- Liebe in Zeiten des Hasses. Chronik eines Gefühls 1929–1939. S. Fischer, Frankfurt am Main 2021, ISBN 978-3-10-397073-9.
- Florian Illies über Gottfried Benn (= Bücher meines Lebens, Bd. 1). Hrsg. von Volker Weidermann. Kiepenheuer & Witsch, Köln 2022, ISBN 978-3-462-00325-3.
- Zauber der Stille. Caspar David Friedrichs Reise durch die Zeiten. S. Fischer, Frankfurt am Main 2023, ISBN 978-3-10-397252-8.

als Mitautor
- 1913. Bilder vor der Apokalypse, mit Cathrin Klingsöhr-Leroy. Sieveking, München 2013, ISBN 978-3-944874-00-5.

als Herausgeber
- Kleines deutsches Wörterbuch. S. Fischer, Frankfurt am Main 2002, ISBN 3-10-036800-2 (zusammen mit Jörg Bong).
- Karl Scheffler: Berlin, ein Stadtschicksal. Suhrkamp, Berlin 2015, ISBN 978-3-518-42511-4.
- Eduard von Keyserling: Landpartie (Nachwort). Manesse, Zürich 2018, ISBN 978-3-7175-2476-2.
- Mehr Licht. Die Befreiung der Natur: die Kunst der Ölstudien im 19. Jahrhundert. Sandstein, Dresden 2023, ISBN 978-3-95498-725-2.
- Abendlicht. Schirmer Mosel, München 2024, ISBN 978-3-8296-1018-6.